# Koza Mostra
I Koza Mostra  sono una band musicale greca fondata dal frontman Ilias Kozas e attiva dal 2011. Hanno rappresentato il loro Paese all'Eurovision Song Contest 2013 con il brano Alcohol Is Free in collaborazione con Agathōnas Iakovidīs, classificandosi al sesto posto.
La band, originaria di Salonicco, fonde ska, punk e rock con generi di musica tradizionale come il rebetiko e la musica folk greca. Sono noti anche per le esibizioni in kilt o fustanella. Il loro album d'esordio, "Keep Up The Rhythm", ha conquistato il triplo disco di platino.
A dicembre 2017 è uscito il loro secondo album Corrida.

## Formazione
- Ilias Kozas - voce, chitarra
- Dimitris Goundonas - chitarra
- Theofilos Sotiriadis - sassofono
- Dimitris Christonis - basso
- Dimitris Panelas - tromba
- Pavlos Theodorakis - batteria

## Discografia

### Album
- 2013 - Keep Up the Rhythm
- 2017 - Corrida

### Singoli
- 2012 - Με τρελα (Me trela)
- 2012 - Desire
- 2012 - Τωρα/Με τρελα (Tora / Me trela) (feat. Dimos Anastasiadis)
- 2013 - Alcohol Is Free (feat. Agathōnas Iakovidīs)
- 2013 - Τι κάνω εδώ (Ti kano edo)/What am I doing here?
- 2014 - Γιορτη (Giorti)/ Celebrate
- 2014 - Bordello originale (Πρότυπος Οίλος Ανοχής)